# Calle Sevilla (Managua)
La  Calle Sevilla es una pequeña calle de sentido oeste y este localizada en el Residencial Los Robles, Managua, Nicaragua. Su nombre se debe en honor a la ciudad de Sevilla, España.

## Trazado
La Calle Sevilla inicia desde la intersección en una calle que no posee nombre y culmina en un cul-de-sac, en el Residencial Los Robles.

## Barrios que atraviesa
La calle por ser pequeña sólo atraviesa el Residencial Los Robles.